# 南海控股
南海控股有限公司，簡稱南海控股（英語：Nan Hai Corporation Limited，港交所除牌前：0680），在1978年和1982年，由當時多名投資者，分別於香港（總部）創立「群思（中國）有限公司」和「羣思製造有限公司」，兩者為已結業。目前，南海控股100%持有香港01有限公司。
主席為于品海，前明報大股東，亦是香港01創辦人及總編輯。當時是經營電子行業，現時業務經營文化傳播（包括「大地院線」）、房地產、支援資訊科技應用（中國數碼信息有限公司）、餐飲、報章（包括香港01）和化粧品零售（Crabtree & Evelyn）。
在1991年2月13日於港交所主板上市。而上市前身為「群思集團有限公司」、「SAVOY CONCEPTS LIMITED」、「學習動力控股有限公司」和「South Sea Holding Company Limited（前身英文名稱）」。
2013年，被中國大陸觀點網批評，有關在2000年收購群思实业後，更名為「南海控股有限公司」，進軍涉足房地產行業，單在《半岛·城邦》最大項目，便涉及官司糾纏不斷。
2016年7月，該公司主席于品海，欲收購從九龍倉集團旗下有線寬頻和九倉電訊所有業務，涉及金額預計超過100億港元，事件遭香港浸會大學時任新聞系助理教授杜耀明和時任立法會議員毛孟靜批評：如果交易成事，會令香港媒體被赤化；而九龍倉集團對若干旗下出售業務並不成立。
2017年8月，南海集團投資臺灣民主進步黨籍前立法委員薛凌及其夫婿陳勝宏經營之陽信商業銀行，以5億元新台幣（相當於約1.27億港元）認購陽信銀行發行及配發的5,000萬股，約占陽信銀行股本總額2.4%。
2021年9月21日，多間媒體報導指公司旗下大地零一（深圳）科技有限公司拖欠員工薪酬兩個月，並於9月1日宣佈註銷公司。公司旗下媒體《香港01》已停止招聘，另一旗下媒體《多維》印刷版亦已於2021年5月起停刊。
2022年4月1日，南海控股因無法按時發表業績報價而於香港交易所停牌至今。
2023年5月24日，傳媒報導指聯交所股權披露顯示于品海所持有的45.82%權益被德勤接管，于品海直接持有的權益下降至13.43%。
直至2023年10月16日，港交所上市委員會決定把南海控股取消上市地位，最後交易日為2023年10月30日，撤銷上市日期為2023年10月31日（萬聖節日子）。

## 外部連結
- nanhaicorp.com （页面存档备份，存于）